# Ciocănitoarea lui Lewis
Ciocănitoarea lui Lewis (Melanerpes lewis) este o specie mare de ciocănitoare din America de Nord pe care ornitologul Alexander Wilson a numit-o după Meriwether Lewis, unul dintre exploratorii americani care au cercetat zonele cumpărate de Statele Unite ale Americii ca parte a achiziției Louisiana și care a descris pentru prima dată această specie de păsări.

## Taxonomie
Ciocănitoarea lui Lewis a fost descrisă și ilustrată în 1811 de ornitologul american Alexander Wilson în cartea sa American Ornithology; or, the Natural History of the Birds of the United States. Wilson și-a bazat descrierea pe câteva resturi de păsări care fuseseră colectate în timpul unei expediții prin partea de vest a Statelor Unite conduse de Meriwether Lewis și William Clark în 1803-1806. Wilson a inventat denumirea engleză "Lewis's woodpecker" și numele binomial Picus torquatus. Din păcate, epitetul specific a fost ocupat de Celeus torquatus (Boddaert, 1783), astfel încât, în 1849, zoologul englez George Robert Gray a inventat o nouă denumire, Picus lewis. Localitatea tip este Montana. Ciocănitoarea lui Lewis este acum plasată în genul Melanerpes care a fost creat de ornitologul englez William John Swainson în 1832. Specia este monotipică: nu sunt recunoscute subspecii.

## Galerie

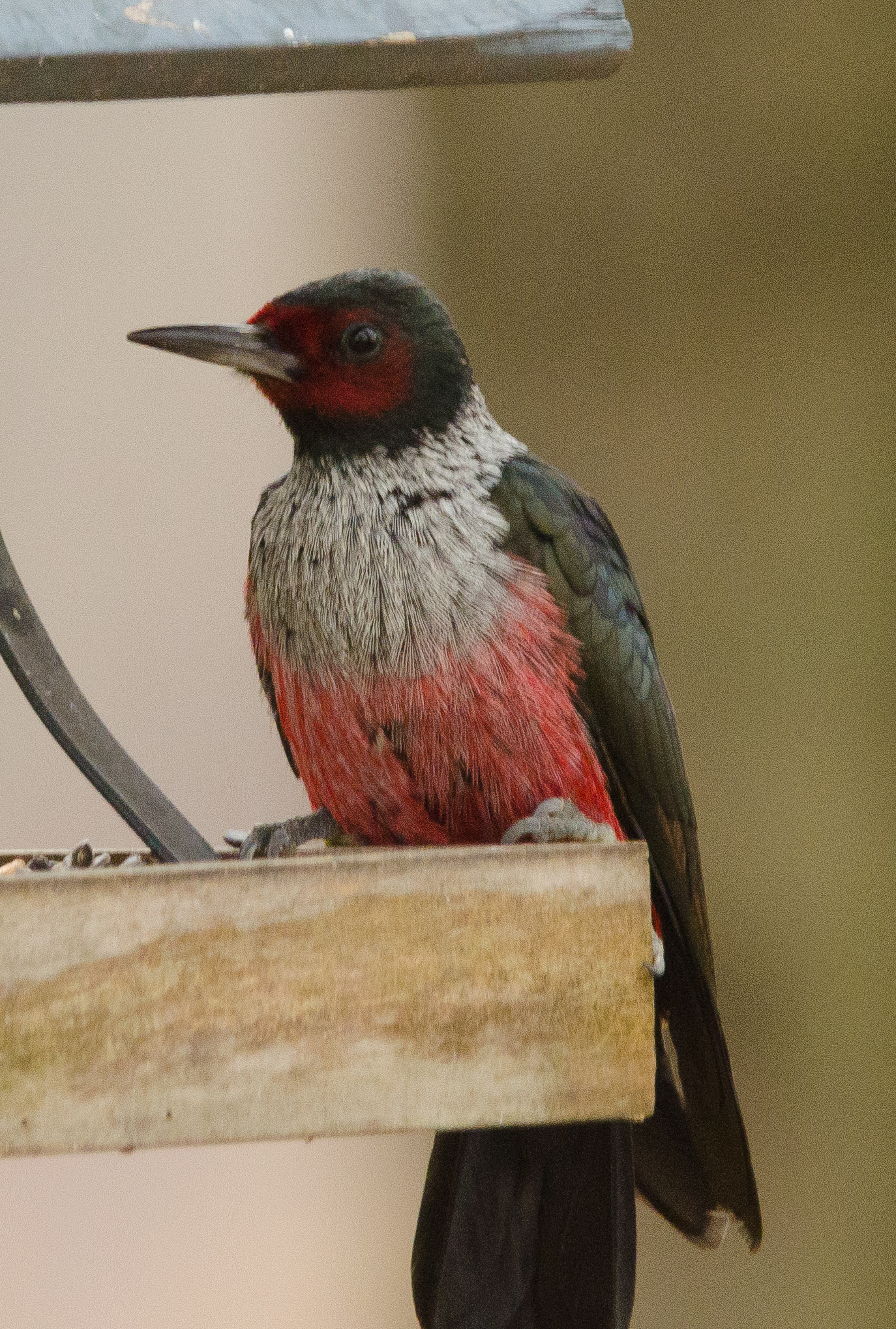
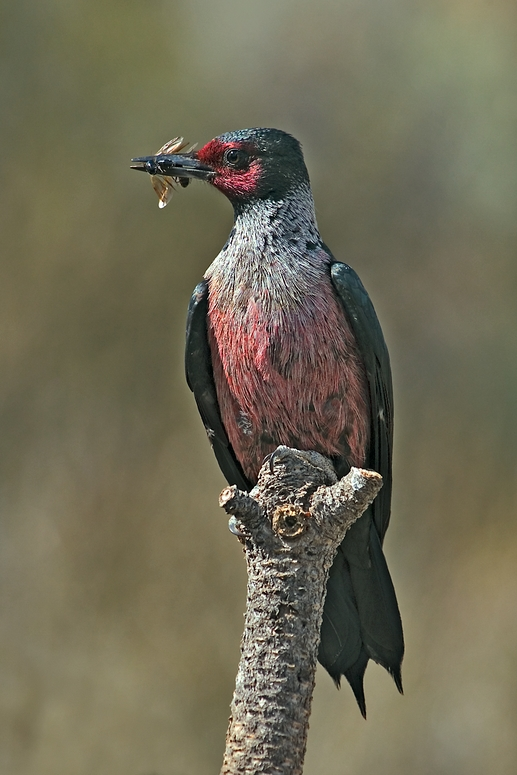
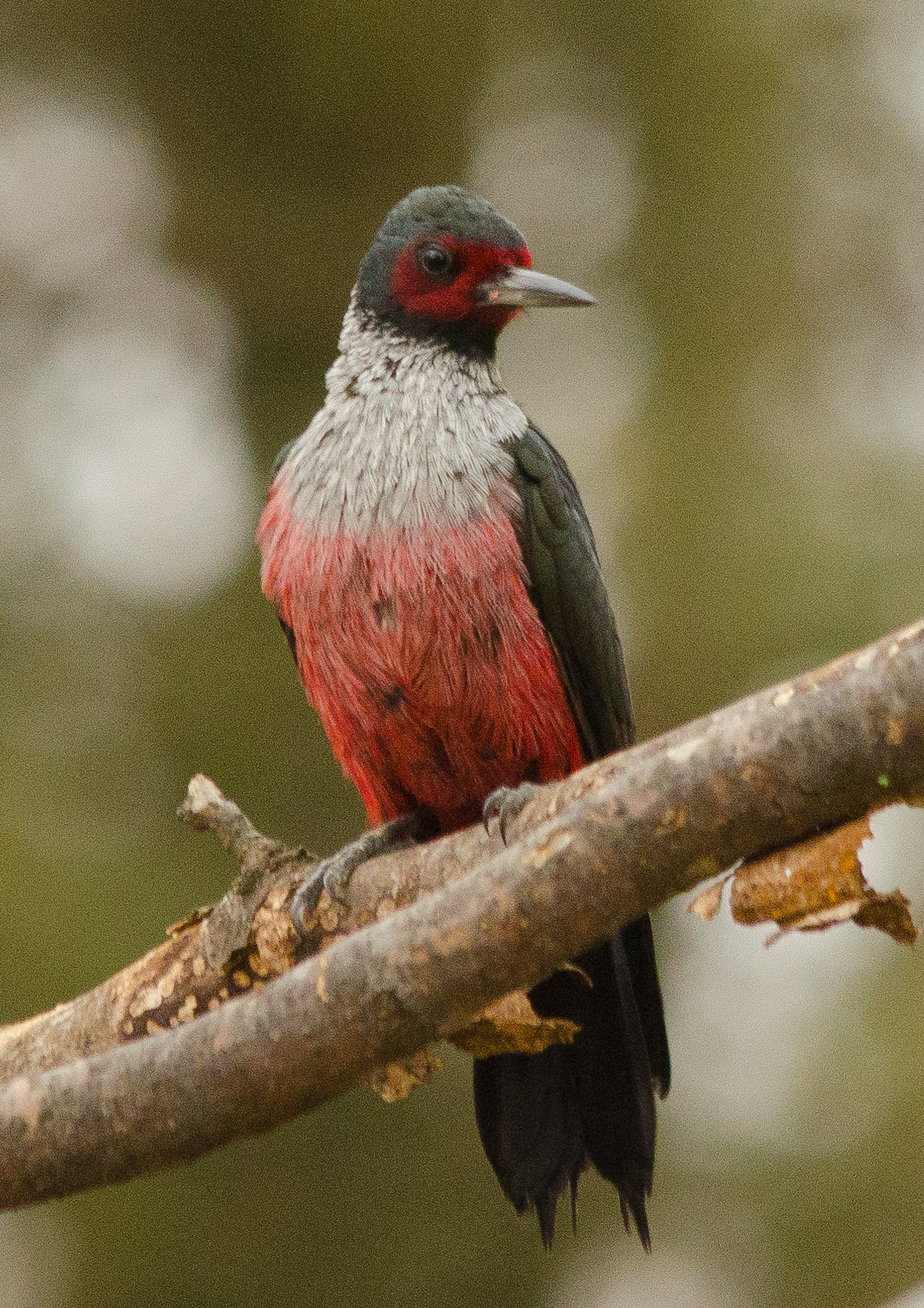
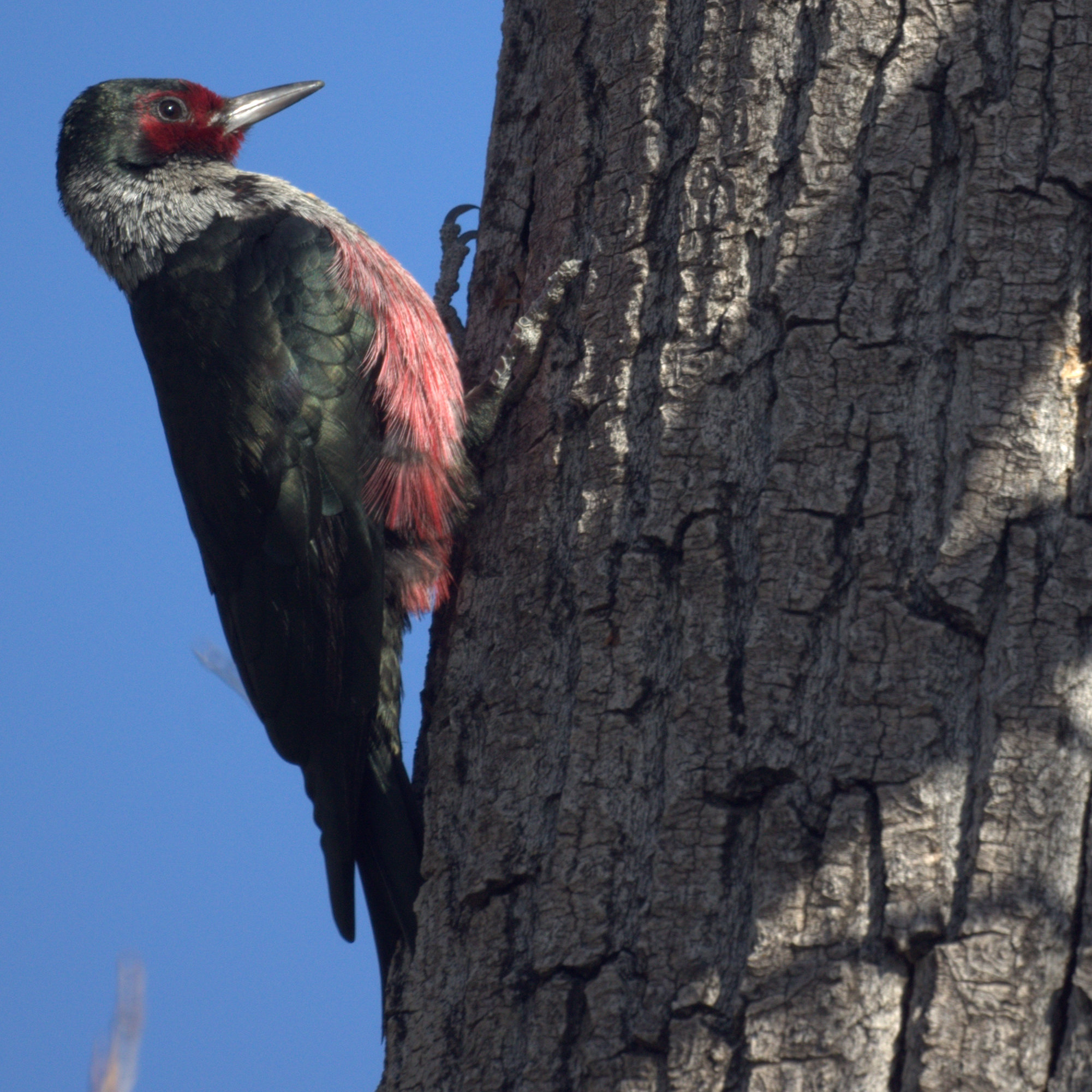